# Goudvoorhoofdbladvogel
De goudvoorhoofdbladvogel (Chloropsis aurifrons) is een vogel uit de familie van de Bladvogels.

## Kenmerken
Deze overwegend groene vogel heeft een kobaltblauwe keel met een zwarte band. De voorzijde van de schedel is goudoranje. Op de bovenzijde van de kop bevindt zich een rode schedelvlek. De vogel heeft een duidelijk turkooisblauwe schoudervlek. De snavel is zwart, de poten grijszwart en de ogen donkerbruin tot zwart. De lichaamslengte bedraagt ongeveer 20 centimeter.

## Leefwijze
Deze zeer levendige vogel leeft hoog in de boomkruinen. Zijn voedsel bestaat uit allerlei vruchten en kleine insecten evenals van nectar, die ze in de bloemen vinden. Het zijn goede imitators en kunnen hard fluiten. Ze leven meestal in grote troepen, uitgezonderd in de broedtijd.

## Verspreiding en leefgebied
De broedgebieden van de goudvoorhoofdbladvogel liggen in India, Bangladesh, Sri Lanka, Bhutan, Nepal, Zuid-China, Myanmar, Cambodja, Laos en Vietnam. Het is een vogel van diverse typen loofbos, meestal onder de 1200 m boven de zeespiegel.
De soort telt zes ondersoorten:
- C. a. aurifrons: van de oostelijke Himalaya tot Myanmar.
- C. a. frontalis: India (behalve het uiterste zuidwesten).
- C. a. insularis: zuidwestelijk India en Sri Lanka.
- C. a. pridii: van zuidwestelijk China en oostelijk Myanmar tot noordwestelijk Thailand en noordelijk en centraal Laos.
- C. a. inornata: westelijk, centraal, noordoostelijk en zuidoostelijk Thailand, Cambodja en zuidelijk Vietnam.
- C. a. incompta: zuidwestelijk Thailand, zuidelijk Laos, centraal en zuidelijk Vietnam.

## Status
De goudvoorhoofdbladvogel heeft een groot verspreidingsgebied en daardoor is de kans op uitsterven gering. De grootte van de populatie is niet gekwantificeerd. Er is geen aanleiding te veronderstellen dat de soort in aantal achteruit gaat. Om deze redenen staat deze bladvogel als niet bedreigd op de Rode Lijst van de IUCN.